# Liste der Biografien/Mui
Liste der Biografien |
Portal Biografien |
Personensuche
# |
A |
B |
C |
D |
E |
F |
G |
H |
I |
J |
K |
L |
M |
N |
O |
P |
Q |
R |
S |
T |
U |
V |
W |
X |
Y |
Z |
?
 
Ma |
Mb |
Mc |
Md |
Me |
Mf |
Mg |
Mh |
Mi |
Mj |
Mk |
Ml |
Mm |
Mn |
Mo |
Mp |
Mq |
Mr |
Ms |
Mt |
Mu |
Mv |
Mw |
Mx |
My |
Mz
 
Mua |
Mub |
Muc |
Mud |
Mue |
Muf |
Mug |
Muh |
Mui |
Muj |
Muk |
Mul |
Mum |
Mun |
Muo |
Mup |
Muq |
Mur |
Mus |
Mut |
Muu |
Muv |
Muw |
Mux |
Muy |
Muz
Die Liste der Biografien führt alle Personen auf, die in der deutschsprachigen Wikipedia einen Artikel haben. Dieses ist eine Teilliste mit 77 Einträgen von Personen, deren Namen mit den Buchstaben „Mui“ beginnt.

## Mui
- Mui, Anita (1963–2003), chinesische Musikerin und SchauspielerinAnita Mui (1963–2003)

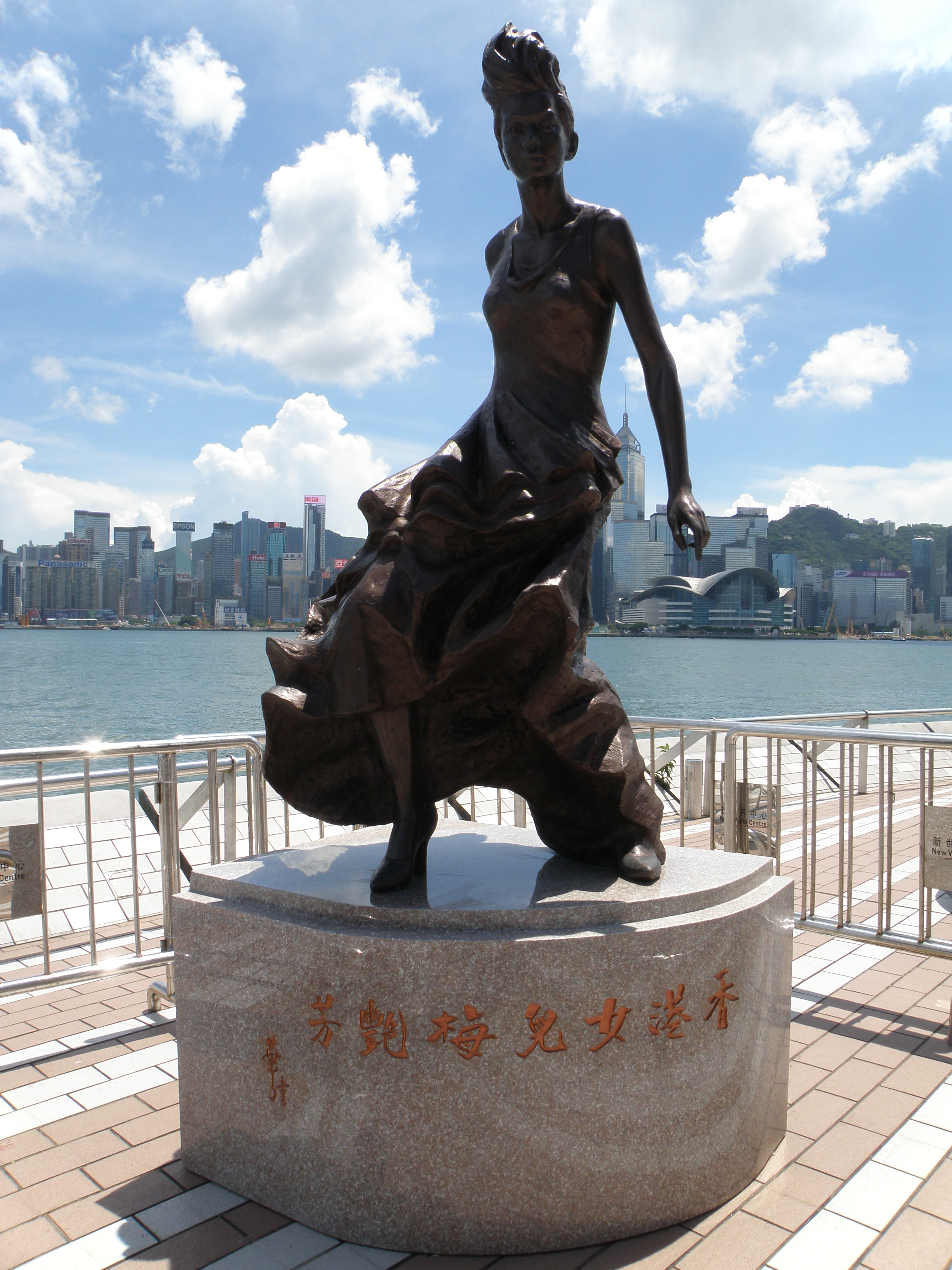
Anita Mui (1963–2003)

- Mui, Ann (1959–2000), chinesische Sängerin und Schauspielerin
- Mui, Ching Yeung (* 1993), chinesischer Hürdenläufer (Hongkong)

### Muia
- Muianga, Aldino (* 1950), mosambikanischer Schriftsteller
- Muianga, Glória (* 1951), mosambikanische Radiomoderatorin von Rádio Moçambique

### Muig
- Muigg, Josef (1894–1976), österreichischer Politiker

### Muij
- Muijlwijk, Karine (* 1988), niederländische Volleyballspielerin

### Muil
- Muilenburg, Dennis (* 1964), US-amerikanischer Manager

### Muin
- Muin ad-Din Sökmen I. († 1104), Emir von Mardin
- Muin, Abdulmaid Kiram, philippinischer Diplomat
- Muin, Hodschij (1883–1942), tadschikisch-usbekischer Autor
- Muindi, Jimmy (* 1973), kenianischer Langstreckenläufer
- Muinjangue, Utjiua (* 1970), namibische Politikerin der NUDO
- Muinonen, Eetu (* 1986), finnischer Fußballspieler
- Muinonen, Väinö (1898–1978), finnischer Marathonläufer

### Muir
- Muir of Huntershill, Thomas (1765–1799), englischer Reformer und Strafgefangener
- Muir Wood, Alan (1921–2009), britischer Bauingenieur für Grundbau und Bodenmechanik
- Muir, Brian (1931–1983), australischer Autorennfahrer
- Muir, Bryan (* 1973), kanadischer Eishockeyspieler
- Muir, Carline (* 1987), kanadische Leichtathletin
- Muir, Charles Henry (1860–1933), US-amerikanischer Offizier, Generalmajor der US-Army
- Muir, Debbie (* 1953), kanadische Synchronschwimmerin und Trainerin
- Muir, Derek (* 1949), kanadischer Umweltwissenschaftler
- Muir, Edward Wallace (* 1946), US-amerikanischer Historiker und Hochschullehrer
- Muir, Edwin (1887–1959), schottischer Schriftsteller, Dichter und Übersetzer
- Muir, Gavin (1900–1972), US-amerikanischer Schauspieler
- Muir, George Harvey (1869–1939), englischer Fußballspieler, -schiedsrichter und -funktionär sowie Cricketspieler und -funktionär
- Muir, James Irvin (1888–1964), US-amerikanischer Offizier, Generalmajor der US-Army
- Muir, Jamie (1942–2025), britischer Künstler
- Muir, Jean (1911–1996), US-amerikanische Schauspielerin
- Muir, John, schottischer Fußballspieler
- Muir, John (1810–1882), schottischer Sanskrit-Forscher und Indologe
- Muir, John (1838–1914), schottisch-US-amerikanischer UniversalgelehrterJohn Muir (1838–1914)

John Muir (1838–1914)

- Muir, John (1874–1947), schottischer Arzt und Pflanzensammler
- Muir, Karen (1952–2013), südafrikanische Schwimmerin
- Muir, Kenneth Arthur (1907–1996), britischer Shakespeare-Gelehrter und Professor für Englische Literatur
- Muir, Kirsty (* 2004), britische Freestyle-Skisportlerin
- Muir, Laura (* 1993), britische Langstreckenläuferin
- Muir, Linda, kanadische Kostümbildnerin
- Muir, Lindsay, britische Ballonsportlerin
- Muir, Marie (1908–1998), englische Schriftstellerin
- Muir, Mike (* 1963), US-amerikanischer Sänger der Musikgruppen Suicidal Tendencies und Infectious Grooves
- Muir, Peter (* 1957), kanadischer Bergsteiger und Sportfunktionär
- Muir, Robert (1864–1959), schottischer Pathologe und Immunologe
- Muir, Ross (* 1995), schottischer Snookerspieler
- Muir, Sophie (* 1983), australische Inline-Speedskaterin und Eisschnellläuferin
- Muir, Tamsyn (* 1985), neuseeländische Fantasy-, Science-Fiction- und HorrorautorinTamsyn Muir (* 1985)

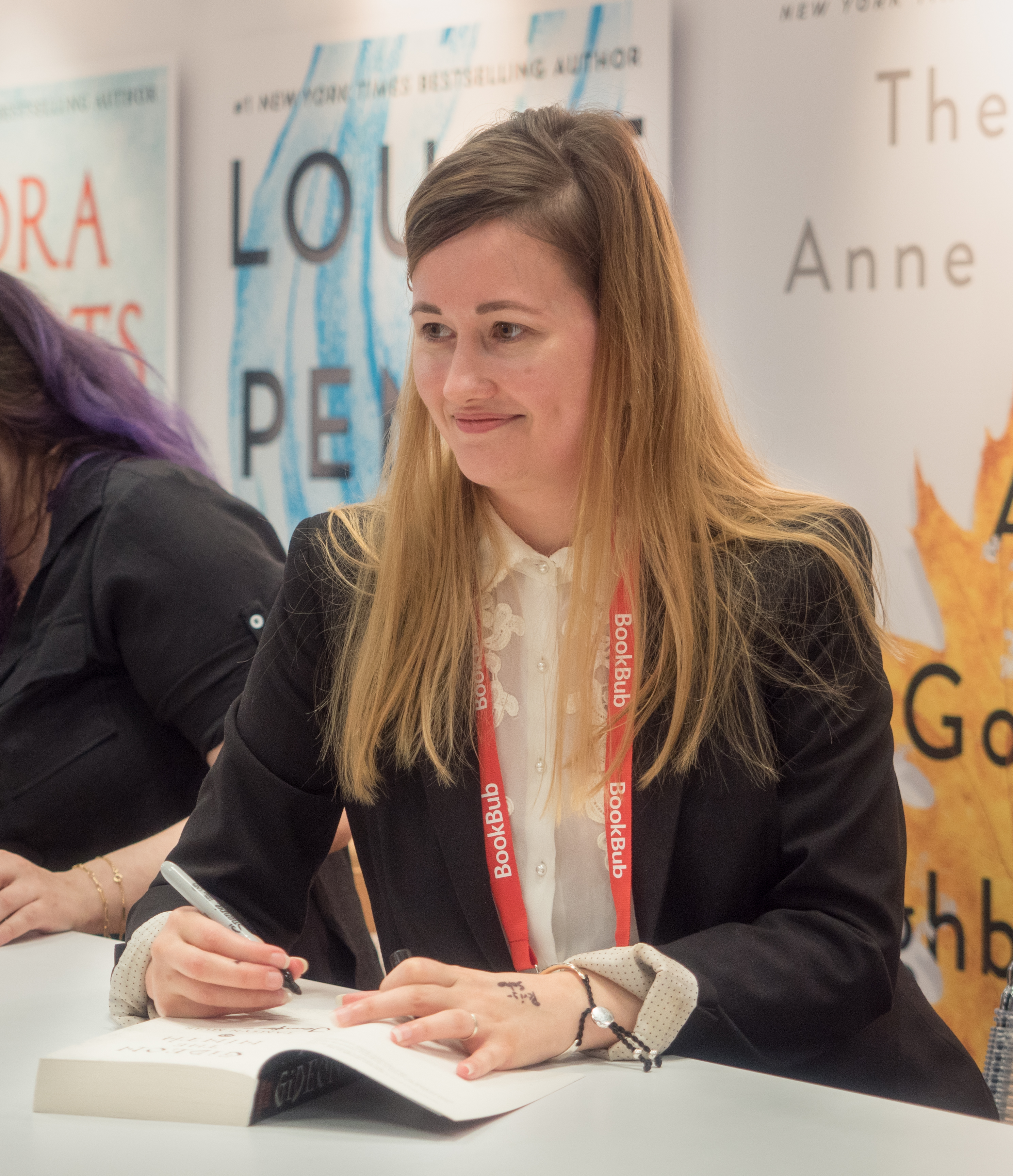
Tamsyn Muir (* 1985)

- Muir, Thomas, schottischer Autor und Journalist
- Muir, Thomas (1844–1934), schottischer Mathematiker
- Muir, Willa (1890–1970), schottische Schriftstellerin und Übersetzerin
- Muir, William (1819–1905), britischer Kolonialpolitiker, Orientalist, Missionswissenschaftler, Islamwissenschaftler
- Muir-Wood, Helen Margaret (1895–1968), britische Paläontologin
- Muirchertach Mac Domnall († 1134), Nachfolger des Patrick von Irland in Armagh
- Muirchú maccu Machtheni, irischer Mönch und Schreiber
- Muiredach Tirech, Hochkönig von Irland
- Muirgel, irische Königstochter
- Muirhead, Brad, kanadischer Jazzmusiker
- Muirhead, Eve (* 1990), schottische Curlerin
- Muirhead, Glen (* 1989), schottischer Curler
- Muirhead, Gordon (* 1955), schottischer Curler
- Muirhead, Jeanette (* 1964), australische Paläomammalogin
- Muirhead, John Henry (1855–1940), englischer Philosoph
- Muirhead, Lockhart (1765–1829), schottischer Gelehrter und Zoologe
- Muirhead, Robbie (* 1996), schottischer Fußballspieler
- Muirhead, Thomas (* 1995), schottischer Curler
- Muiron, Jean-Baptiste (1774–1796), französischer Offizier

### Muis
- Muis, Abdul (1883–1959), indonesischer Schriftsteller, Journalist und Unabhängigkeitskämpfer
- Muis, Marianne (* 1968), niederländische Schwimmerin
- Muis, Mildred (* 1968), niederländische Schwimmerin
- Muis, Noer (* 1953), indonesischer Militär
- Muis, Thomas (* 1994), deutscher Komponist und Pianist

### Muiz
- Muižniece, Anita (* 1987), lettische Politikerin
- Muižnieks, Nils (* 1964), lettischer Wissenschaftler und Politiker
- Muižnieks, Oskars (* 1989), lettischer Biathlet
- Muʿizz ibn Bādīs az-Zīrī, al- (1008–1062), vierter Herrscher der Ziriden in Ifriqiya (1016–1062)
- Muʿizz, al- († 975), Kalif der Fatimiden
- Muizzu, Mohamed (* 1978), maledivischer PolitikerMohamed Muizzu (* 1978)

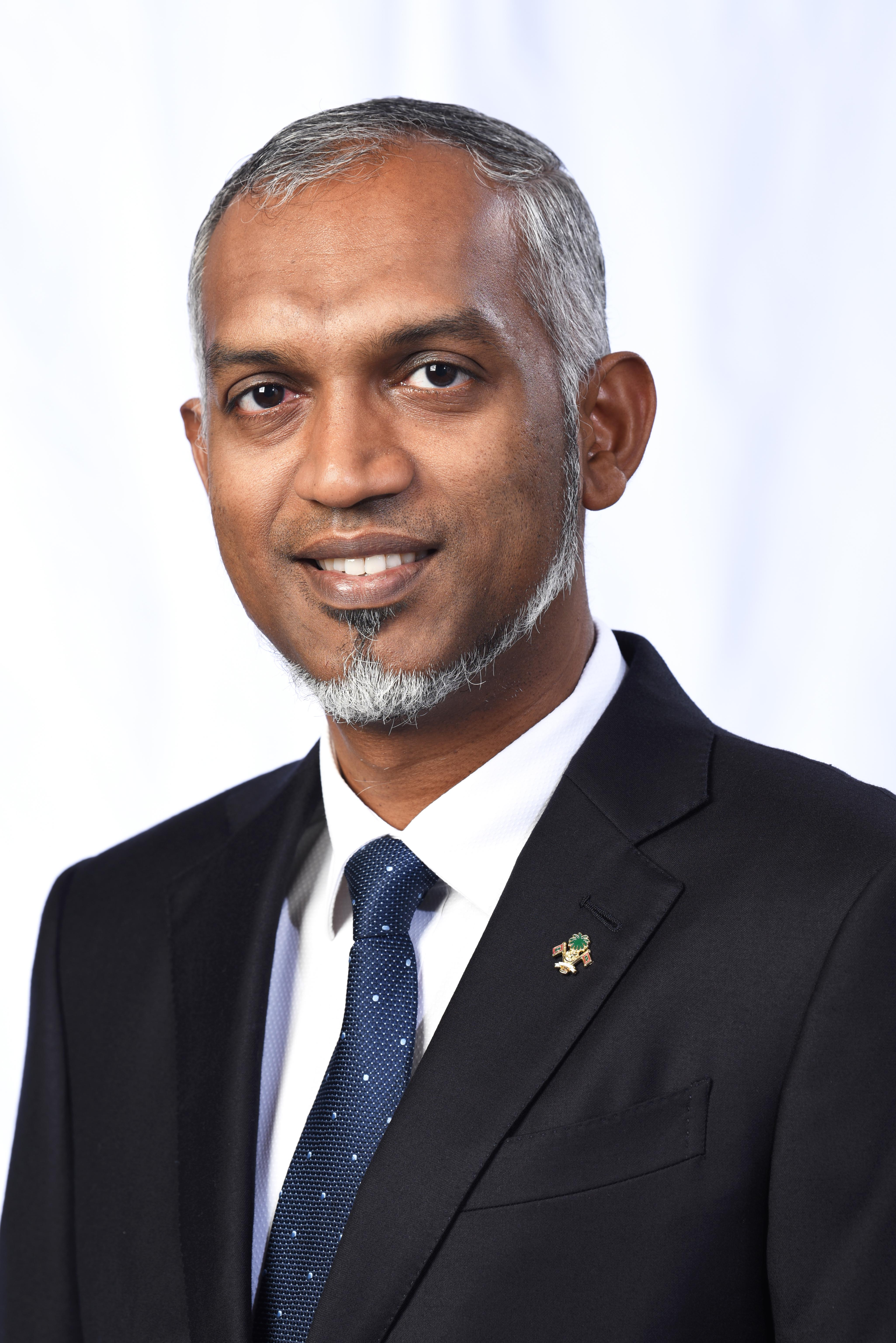
Mohamed Muizzu (* 1978)